# Blatnička
Blatnička (německy Klein Blatnitz) je moravská obec ležící v okrese Hodonín v Jihomoravském kraji, 11 km východně od Veselí nad Moravou. Žije zde 428 obyvatel. Vesnicí protéká potok Svodnice. Leží na Slovácku na úpatí Bílých Karpat. V obci se nachází šicí dílna zabývající se výrobou a údržbou lidových krojů a krojových součástí tradičním způsobem.

## Historie
Krajinu v okolí dnešní Blatničky kolonizovali v roce 1240 potomci bývalých německých kolonistů z Horních Rakous. První písemná zmínka o obci pochází z roku 1362 z knihy zvané Liber negotiorum o vybírání mýta na kunovické bráně – je zde zapsána jako Platnicz Superior (Blatnice Horní). V roce 1509 ji přebral do své správy Jan z Kunovic – Blatnička se tedy stala na více než 100 let součástí 27 obcí v držení pánů z Kunovic.
Roku 1605 byla obec poprvé vypálena a následně zcela zpustošena (k dalším vypálením došlo v letech 1663, 1683, 1706). Po dobu třicetileté války (1618–1648) vojska několika armád postupně plenila obec, až po skončení války se život v Blatničce začal vracet do běžných kolejí. Vesnice je poprvé latinsky zapsána roku 1665 jako Panio Blattnicio, v roce 1671 německy jako Klein Blatnitz. Pro posílení katolického vyznání byla na příkaz knížete z Lichtenštejna v Blatničce postavena zvonice (1711–1724), ve které byl umístěn zvon zasvěcený svatému Antonínovi (nyní zvon vykonává roli umíráčku na místním kostele).
Od roku 1788 až do roku 1883 byla obec označována jako Malá Blatnice, od roku 1883 byl krajem předepsán úřední název vesnice – Blatnička. V obci byl vybudován vodovod roku 1930, připojení na elektrický proud proběhlo roku 1939 a v roce 1953 bylo zahájeno televizní vysílání.

## Samospráva a politika
Správu nad obcí vykonává obecní zastupitelstvo v čele se starostou. Je voleno v komunálních volbách na čtyři roky a má 7 členů. 
V roce 2022 byli zvolní tito členové zastupitelstva : Štěpán Maňák (BEZPP), Václav Hučík (BEZPP), Ing. Kateřina Šuránková (BEZPP),  Marian Jemelík (BEZPP), Ing. Antonín Minařík (BEZPP), Bc. Rostislav Němeček (BEZPP) a Ing. Jana Vašíčková (BEZPP).
Volební účast byla 72,39 % v jediném volebním okrsku. Ze zvolených zastupitelů bylo všech 7  bez stranické příslušnosti. Starostou se stal Ing. Antonín Minařík. 

### Správní území
Obec leží v Jihomoravský s 672 obcemi v okrese Hodonín s 82  obcemi a má status obce s rozšířenou působností a obce s pověřeným obecním úřadem je součástí správního obvodu Veselí nad Moravou s 22 obcemi. Skládá se s 1 katastrálního území a 1 části obce. Katastr obce hraničí se Zlínským krajem a jeho okresem Uherské Hradiště. Sousedními obcemi sídla jsou Boršice u Blatnice, Hluk, Louka, Blatnice pod Svatým Antonínkem a Velká nad Veličkou. Jedná se o vinařskou obec ve vinařské oblasti Morava, podoblasti Slovácké (viniční tratě Vinohrádky, Novosady, Závaliska). Z církevního hlediska místní římskokatolická farnost patří do olomoucké arcidiecéze, moravské církevní provincie, děkanátu Veselí nad Moravou. Místní kostel má status filiální. 

## Doprava
Vesnici prochází silnice  silnice I. třídy I/54, obsluhují jí autobusové spoje linky 932 ty jsou zaintegrovány v IDS JMK.

## Pamětihodnosti
- Kostel Nanebevzetí Panny Marie

## Galerie

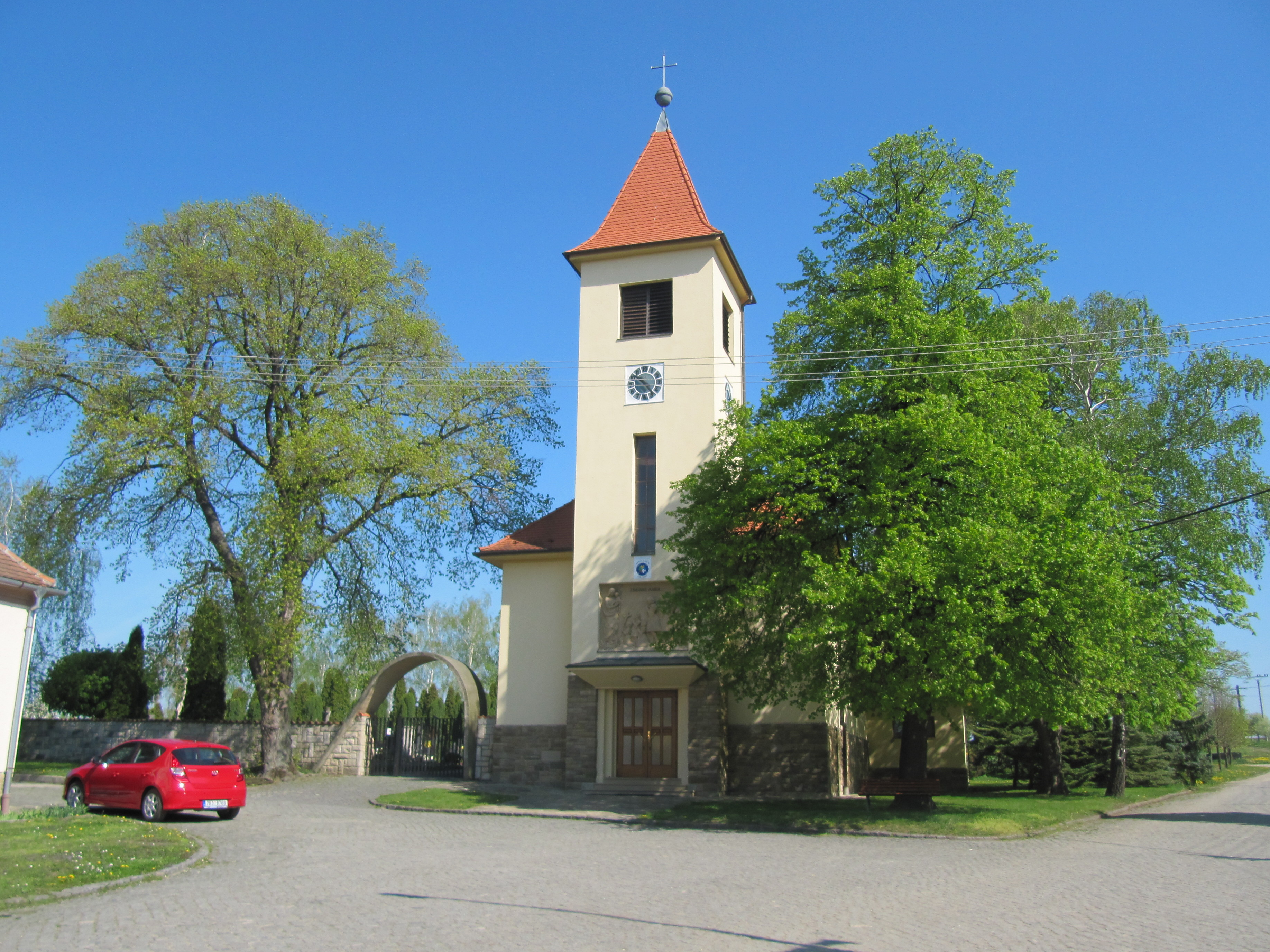
Kostel Nanebevzetí Panny Marie
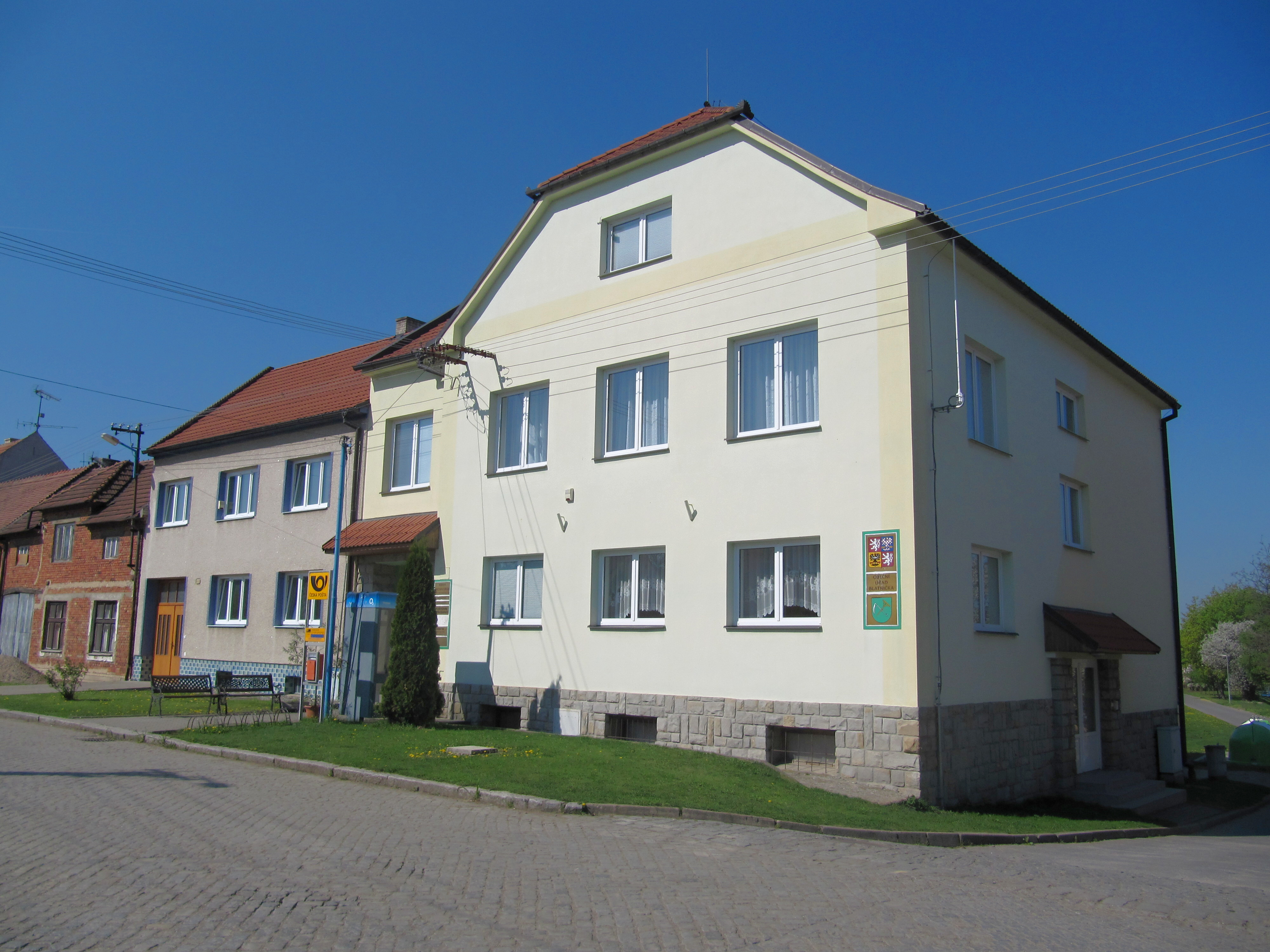
Obecní úřad
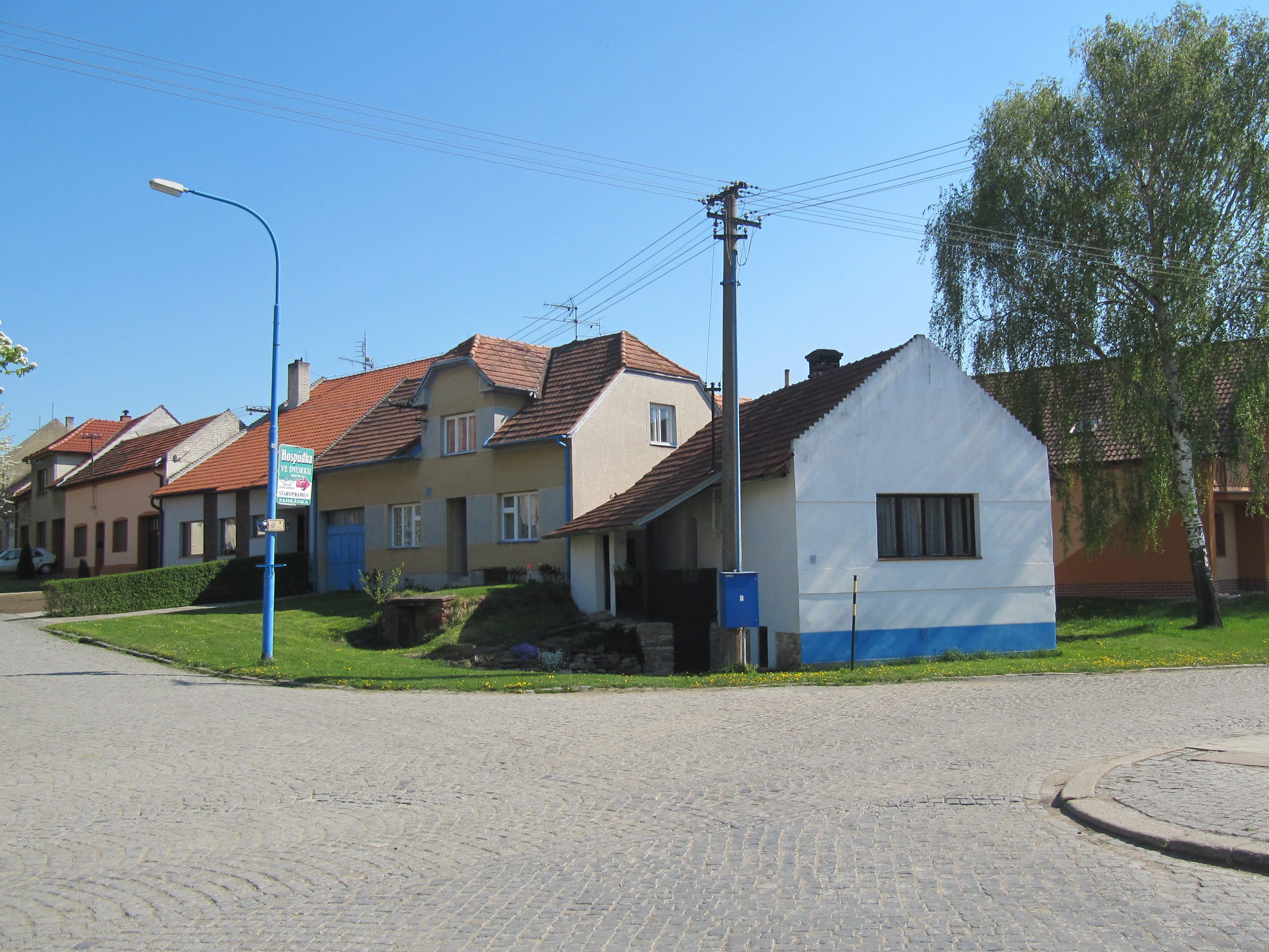
Křižovatka ulic
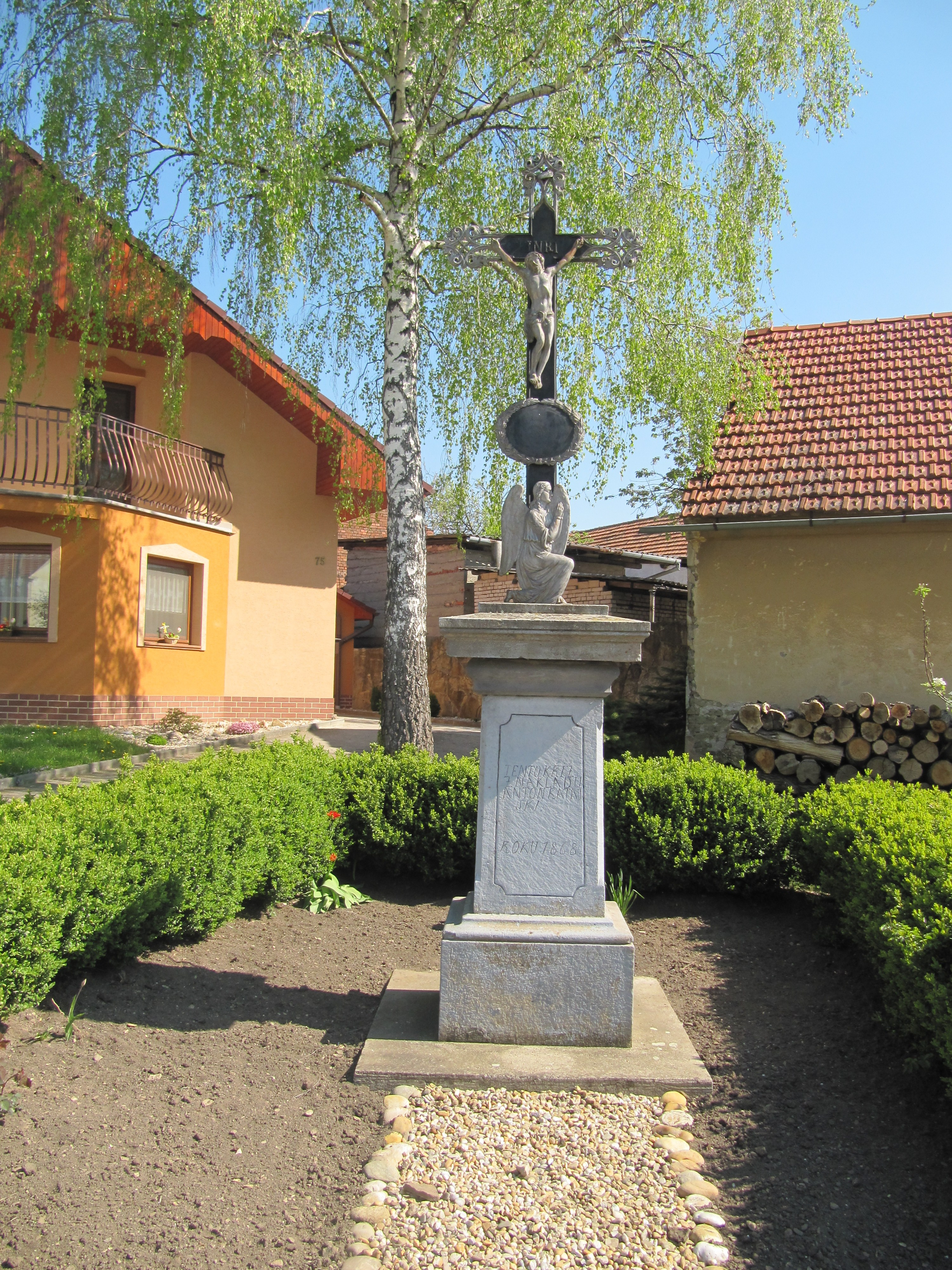
Kříž